# 勒韦尔库尔
勒韦尔库尔（法語：Revercourt，法語發音：[ʁəvɛʁkuʁ]）是法国厄尔-卢瓦省的一个市镇，属于德勒区。

## 地理
勒韦尔库尔（48°43'17"N, 1°5'4"E）面积5.53 平方千米，位于法国中央-卢瓦尔河谷大区厄尔-卢瓦省，该省份为法国北部内陆省份，北起顺时针与厄尔省、伊夫林省、埃松省、卢瓦雷省、卢瓦-谢尔省、萨尔特省和奧恩省接壤。
与勒韦尔库尔接壤的市镇（或旧市镇、城区）包括：贝鲁拉米洛蒂耶尔、普吕德芒什、圣吕班德克拉旺、费桑维利耶-马唐维利耶。

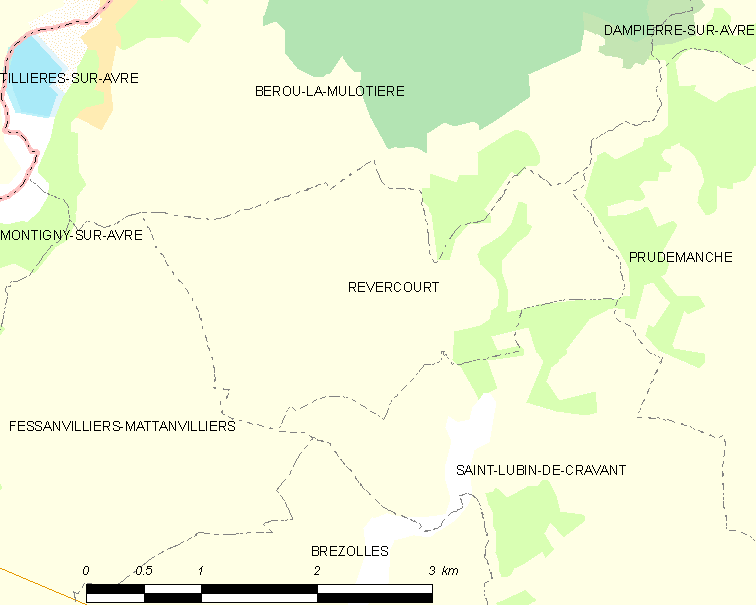
勒韦尔库尔的OSM定位图

勒韦尔库尔的时区为UTC+01:00、UTC+02:00（夏令时）。

## 行政
勒韦尔库尔的邮政编码为28270，INSEE市镇编码为28315。

## 政治
勒韦尔库尔所属的省级选区为圣吕班德容什雷县。

## 人口

1962-2008年间勒韦尔库尔人口变化图示

勒韦尔库尔于2022年1月1日时的人口数量为25人。